# Renée Victor
Renée Victor (San Antonio, 25 de julho de 1938 – Los Angeles, 30 de maio de 2025) foi uma atriz e coreógrafa estadunidense, mais conhecida por sua interpretações como Lupita, na série de televisão Weeds, Irma Arista no filme Atividade Paranormal: Marcados Pelo Mal e Abuelita no filme Viva - A Vida é uma Festa.
Foi filha de pai italiano e de mãe estadunidense. Foi também descendente de mexicanos por parte de mãe.

## Morte
Victor morreu no dia 30 de maio de 2025, aos 86 anos, por um linfoma, em Los Angeles, Estados Unidos.